# Petter Morottaja
Petter Jori Andaras Morottaja, född 11 juli 1982 i Enare, Finland är en enaresamisk man som skriver böcker på enaresamiska. Han gav ut sin första bok vid 17 års ålder. Vid 25 års ålder kandiderade han till Finlands sameting, men blev inte invald. Han är aktivt engagerad i Enaresamiska språkföreningen och har utsetts till chefredaktör för föreningens nättidning Kierâš, som kommer ut en gång i veckan. Han undervisar också i enaresamiska på många platser, bland annat vid Helsingfors universitet. Petter Morottaja är son till Matti Morottaja och bror till rapparen Amoc.
Hans debutbok, Suábi maainâs, var den första fantasyroman som gavs ut för unga vuxna på enaresamiska. Hans andra bok, publicerad ett år senare, Riävskánieidâ, är en roman för barn. Båda böckerna är utgivna av Enaresamiska språkföreningen och illustrerade av Martti Rikkonen.